# 蘇普倫基夫齊
48°44′53″N 26°45′59″E / 48.74806°N 26.76639°E
蘇普倫基夫齊（烏克蘭語：Супрунківці），是烏克蘭的村落，位於該國西部赫梅利尼茨基州，由卡緬涅茨-波多利斯基區負責管轄，始建於1393年，面積2.59平方公里，2001年人口500。